# 香港駐多倫多經濟貿易辦事處
香港駐多倫多經濟貿易辦事處（英語：Hong Kong Economic and Trade Office (Toronto)，縮寫為），簡稱香港駐多倫多經貿辦、駐多倫多經貿辦或駐多倫多辦，別稱為駐加拿大香港經濟貿易辦事處，是香港特別行政區政府駐加拿大的官方機構，處理香港與加拿大關係。它的辦公地點位於安大略省多伦多市中心，早於1991年開幕，是港府繼美国三個經貿辦以外的首個北美洲辦事處。同時，香港駐多倫多經貿辦在溫哥華亦設有聯絡辦事處負責加拿大西部的地方工作。

## 歷史
與其他經濟貿易辦事處的設立不同，加拿大與香港的經濟及貿易往來數據在計劃開設經貿辦時並不位處前列，而香港駐多倫多經貿辦設立後的報告亦並非只討論經濟及貿易事項。駐多倫多經貿辦的源起是自1984年中英聯合聲明簽訂後，港人因擔心香港回歸而引發移民潮，以致加拿大港人人數急升，在1980年代末期時單是多伦多地區的港人數量已經超越所有居英港人的總人數。因此，張有興等香港立法局議員在1986年促請港英政府鼓勵在北美洲定居的港人投資香港，以避免港人外流資金超越海外在港投資額。有見及此，香港總督尤德責成港府籌備在多倫多設立經貿辦，以加強香港與加拿大關係，促進雙邊貿易往來，以挽留港人財富資源。
駐多倫多經貿辦於1991年9月成立，處長林瑞麟亦在9月上任，但經貿辦仍因各種問題而延至年底才正式運作。接著，港府斥資720萬港元在1993年1月購入位於聖佐治街174號的歷史建築物，並以六百萬港元復修為駐多倫多辦的永久辦公室。駐多倫多經貿辦的啟用為港府累積在女皇陛下外交部的系統以外自行設立海外經貿辦經驗，令港府更有信心開始著手設立駐新加坡等經貿辦。
駐多倫多辦為香港政府駐加拿大的最高級機構和代表團，它及後亦在溫哥華設立小型聯絡辦事處負責加拿大西部的聯絡工作。因此，駐多倫多辦歷史上在官方文件中亦曾用上「駐加拿大香港經濟貿易辦事處」的名義代表整個部門。

## 職能

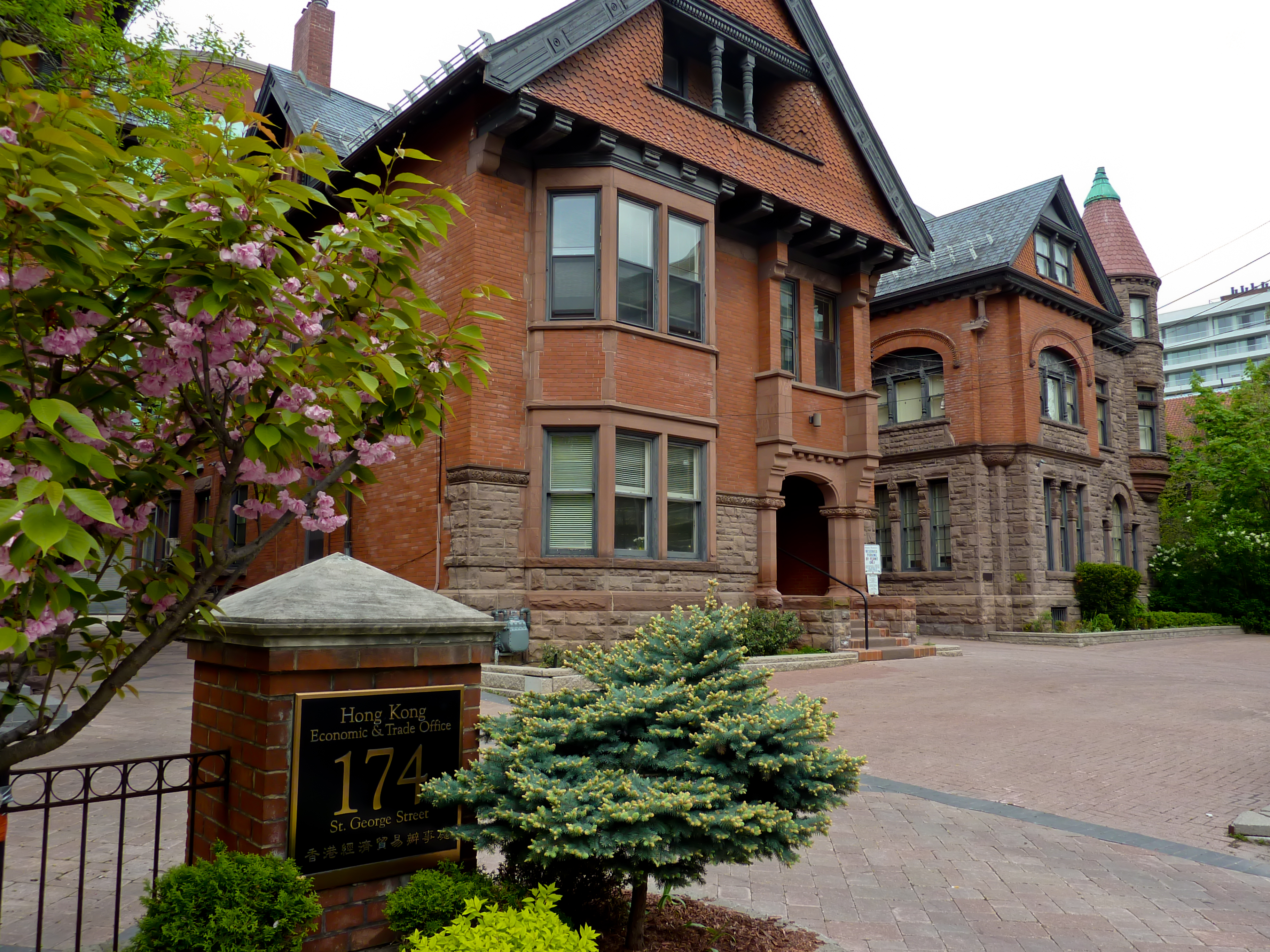
2011年的香港駐多倫多經濟貿易辦事處

香港駐多倫多經貿辦於1991年設立，是香港特別行政區政府設在加拿大的官方代表機構，處理香港與加拿大關係。它是港府繼在美国紐約、及華盛頓三地後，在北美洲設立的第四個辦事處，亦是美国以外的首個北美洲辦事處。它的主要職責是致力與各級政府機關及其他機構加強聯繫，以促進香港與加拿大兩地的雙邊經濟及貿易關係。同時，經貿辦亦處理香港與加拿大在社會及文化等方面的雙邊事務，並在每年都積極舉辦及參與推廣香港的活動。

## 處長列表
香港駐多倫多經貿辦在1991年9月成立時首任處長為林瑞麟。另外，經貿辦亦是少數由女性主導首長職位的駐加拿大外交機關，截至巫菀菁於2025年2月28日卸任時，經貿辦歷任九位处长有五名女性。
1. 林瑞麟（任期：1991年9月16日至1994年7月27日）[5][14]
2. 梁展文（任期：1994年7月28日至1997年8月27日）[14]
3. 唐智强（任期：1997年8月28日至2000年9月3日）[14][15]
4. 余呂杏茜（任期：2000年9月18日至2003年9月12日）[15]
5. 蘇植良（任期：2003年9月16日至2008年1月13日）[16]
6. 蕭慕蓮（任期：2008年2月25日至2011年8月7日）[16][17]
7. 盧潔瑋（任期：2011年8月8日至2015年11月1日）[5][17]
8. 陳納思（任期：2015年11月2日至2018年12月27日）[5][13]
9. 巫菀菁（任期：2018年12月28日至2025年2月28日）[13][18]

## 外部連結
- 香港駐多倫多經濟貿易辦事處 （页面存档备份，存于）
- 香港境外辦事處 （页面存档备份，存于）
- 香港駐多倫多經濟貿易辦事處的Facebook專頁
- 香港駐多倫多經濟貿易辦事處的X（前Twitter）